# بينس هورفاث
بينس هورفاث (بالمجرية: Horváth Bence)‏ هو لاعب كرة قدم مجري في مركز الهجوم، ولد في 12 يونيو 1986 في ميشكولتس في المجر. لعب مع نادي سانت بولتن.

## وصلات خارجية
- بينس هورفاث على موقع اتحاد المجر (الهنغارية)
- بينس هورفاث على موقع قاعدة بيانات كرة القدم.إي يو (الإنجليزية)